# Ārons Bogoļubovs
Ārons Bogoļubovs   (Sant Petersburg, 30 de desembre de 1938) és un judoka letó, ja retirat, que va competir sota bandera de la Unió Soviètica, durant la dècada de 1960.
El 1964 va prendre part en els Jocs Olímpics d'Estiu de Tòquio, on guanyà la medalla de bronze en la competició del pes lleuger del programa de judo.
En el seu palmarès també destaquen dues medalles d'or al Campionat d'Europa de judo, el 1963 i 1964, i tres campionats soviètics de sambo, el 1958, 1963 i 1964. Un cop retirat passà a exercir d'entrenador.